# Ctenodactylidae
Los ctenodactílidos (Ctenodactylidae, del griego clasico κτείς (kteís), "peine", y δάκτυλος (dáktulos), "dedo"), conocidos vulgarmente como gundis, son una familia de mamíferos roedores pequeños y robustos propios de África. Habitan en desiertos rocosos en la parte septentrional del continente. Esta familia incluye cinco especies vivientes repartidas en cuatro géneros, así como numerosos géneros y especies extinguidos. Se encuentran en la superfamilia Ctenodactyloidea. Fueron descubiertos por naturalistas occidentales por primera vez en Trípoli en 1774, y recibieron el nombre de gundis.

## Sistemática
Se conocen los siguientes géneros, muchos extintos:
- Africanomys†
- Akzharomys†
- Ctenodactylus
  - Ctenodactylus gundi
  - Ctenodactylus vali
- Distylomys†
- Felovia
  - Felovia vae
- Irhoudia†
- Karakoromys†
- Massoutiera
  - Massoutiera mzabi
- Metasayimys†
- Muratkhanomys†
- Pectinator
  - Pectinator spekei
- Pellegrinia†
- Pireddamys†
- Proafricanomys†
- Prodistylomys†
- Roborovskia†
- Sardomys†
- Sayimys†
- Testouromys†
- Yindirtemys†